# 김명순 (핸드볼 선수)
김명순(金名順, 1964년 4월 15일~)은 대한민국의 핸드볼 선수이다. 1988년 하계 올림픽에서 금메달을 획득하는데 기여했다. 